# Halimocyathus platypus
Halimocyathus platypus is een neteldier uit de klasse Staurozoa. 
Het dier komt uit het geslacht Halimocyathus en behoort tot de familie Depastridae. Halimocyathus platypus werd in 1863 voor het eerst wetenschappelijk beschreven door James-Clark.